# Riihimäki
Riihimäki est une ville du Sud de la Finlande, dans la région du Kanta-Häme.

## Géographie
La commune est de petite taille, située à proximité de la capitale Helsinki au nord (69 km). La ville est située au terminus d'une ligne de train de banlieue et contournée par la nationale 3 (E12) Helsinki - Tampere (103 km).
Les villes de Hyvinkää (14 km), Hämeenlinna (28 km) et même Lahti (60 km) sont également à proximité immédiate.
La commune est bordée au sud par Hyvinkää (Uusimaa), à l'ouest par Loppi, au nord par Janakkala et à l'est par Hausjärvi.

### Zones naturelles protégées
Les zones naturelles protégées sont:
- Arolammi
- Epranoja
- Hatlamminmäki
- Hatlamminsuo
- Hirvijärvi
- Kannistonmetsä
- Kolisevanmaa
- Käräjäkoski
- Riutta
- Uhkolansuo
- Vahteristo
- Vatsia

## Démographie
Depuis 1980, l'évolution démographique de Riihimäki est la suivante :
| Année      | 1980   | 1985   | 1990   | 1995   | 2000   | 2005   |
| ---------- | ------ | ------ | ------ | ------ | ------ | ------ |
| population | 23 971 | 24 366 | 25 000 | 25 838 | 26 173 | 27 069 |

| Année      | 2010   | 2015   | 2020   |
| ---------- | ------ | ------ | ------ |
| population | 28 803 | 29 286 | 28 819 |

## Économie
La commune est historiquement le plus important nœud ferroviaire du pays situé sur la voie ferroviaire principale de Finlande, et ce depuis l'ouverture de la ligne de Saint-Pétersbourg en 1870, passage obligé de tous les trains allant d'Helsinki vers le nord et l'est du pays. Cette situation très privilégiée a très tôt permis le développement de l'industrie.
Depuis le 3 septembre 2006, les trains partant vers l'est empruntent la nouvelle voie ferrée Kerava–Lahti, et évitent donc Riihimäki.
Les industries sont nombreuses et variées.
On peut citer une usine d'armement, et aussi une usine agro-alimentaire du groupe Valio.
Jusqu'en 2014, on y comptait aussi une importante garnison militaire (fi) avec 600 employés permanents.
Aujourd'hui, la ville à la population longtemps stagnante connaît un nouveau souffle avec l'installation d'habitants chassés d'Helsinki qui choisissent de s'y installer pour fuir les loyers exorbitants de la capitale et qui continuent à commuter quotidiennement.

### Principales sociétés
En 2020, les principales sociétés de Riihimäki sont:
| Société                   | C.A.   |
| ------------------------- | ------ |
| Würth Oy                  | 336 M€ |
| Fortum Waste Solutions Oy | 173 M€ |
| RTV-Yhtymä Oy             | 158 M€ |
| Tuottajain Maito          | 114 M€ |
| Sako Oy                   | 78 M€  |
| Taloon Yhtiöt Oy          | 37 M€  |
| Lantmännen Agro Riihimäki | 25 M€  |
| Kumera Drives Oy          | 24 M€  |
| K-Citymarket Riihimäki    | 20 M€  |
| H. G. Paloheimo Oy        | 18 M€  |

### Principaux employeurs
En 2020, les principaux employeurs privés de Riihimäki sont :
| Employeur                 | Emplois |
| ------------------------- | ------- |
| Fortum Waste Solutions Oy | 349     |
| Sako Oy                   | 262     |
| Kumera Drives Oy          | 137     |
| Lisäpalvelu Kanta-Häme Oy | 76      |
| HF-Autohuolto Oy          | 74      |
| Viita-Yhtiöt              | 70      |
| Tarkkalan Kuljetus Oy     | 48      |
| Riihimäen Ritema Oy       | 47      |
| Taloon Yhtiöt Oy          | 45      |
| Lasiliiri Oy              | 40      |

## Transports

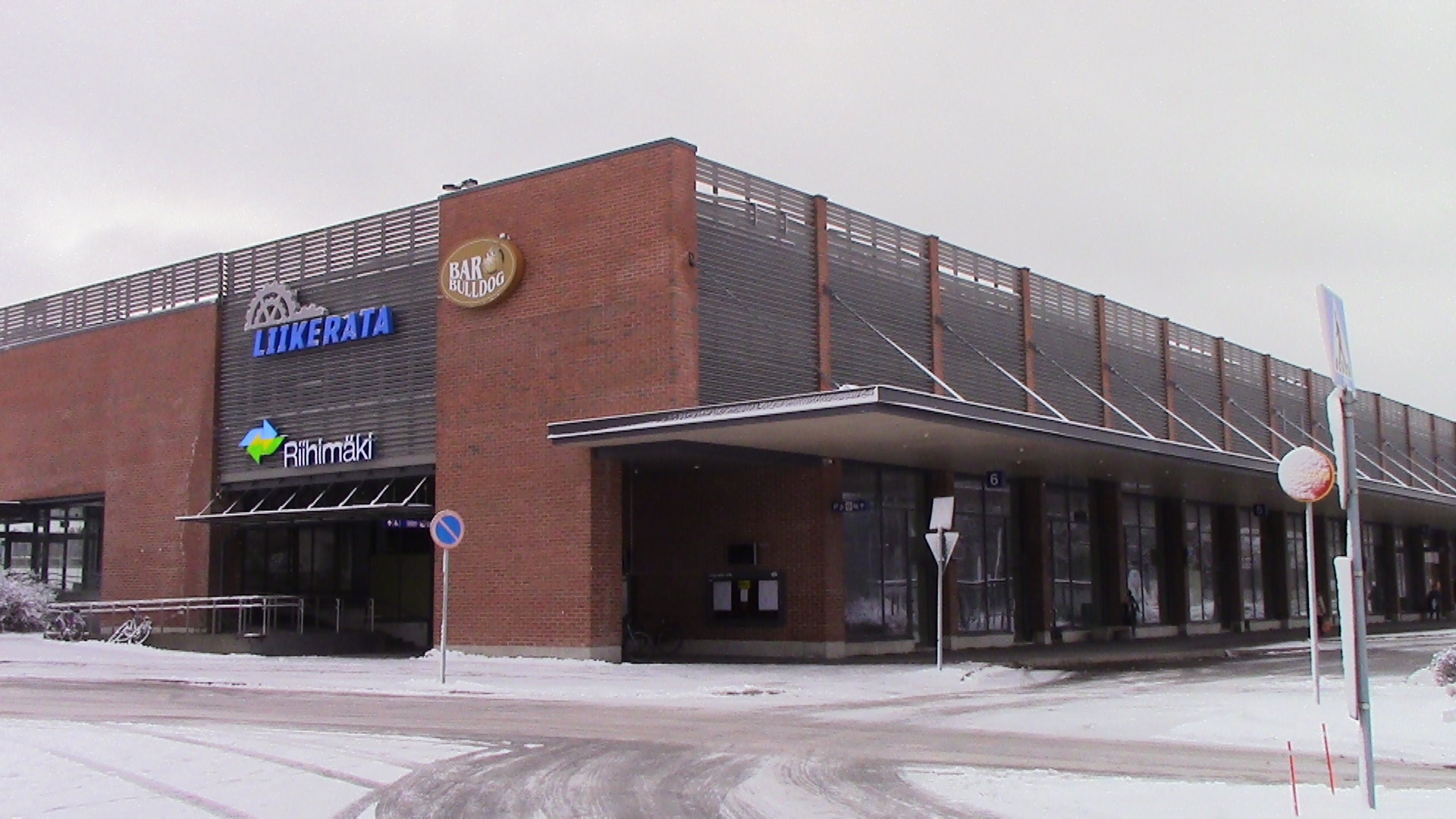
Centre de voyage

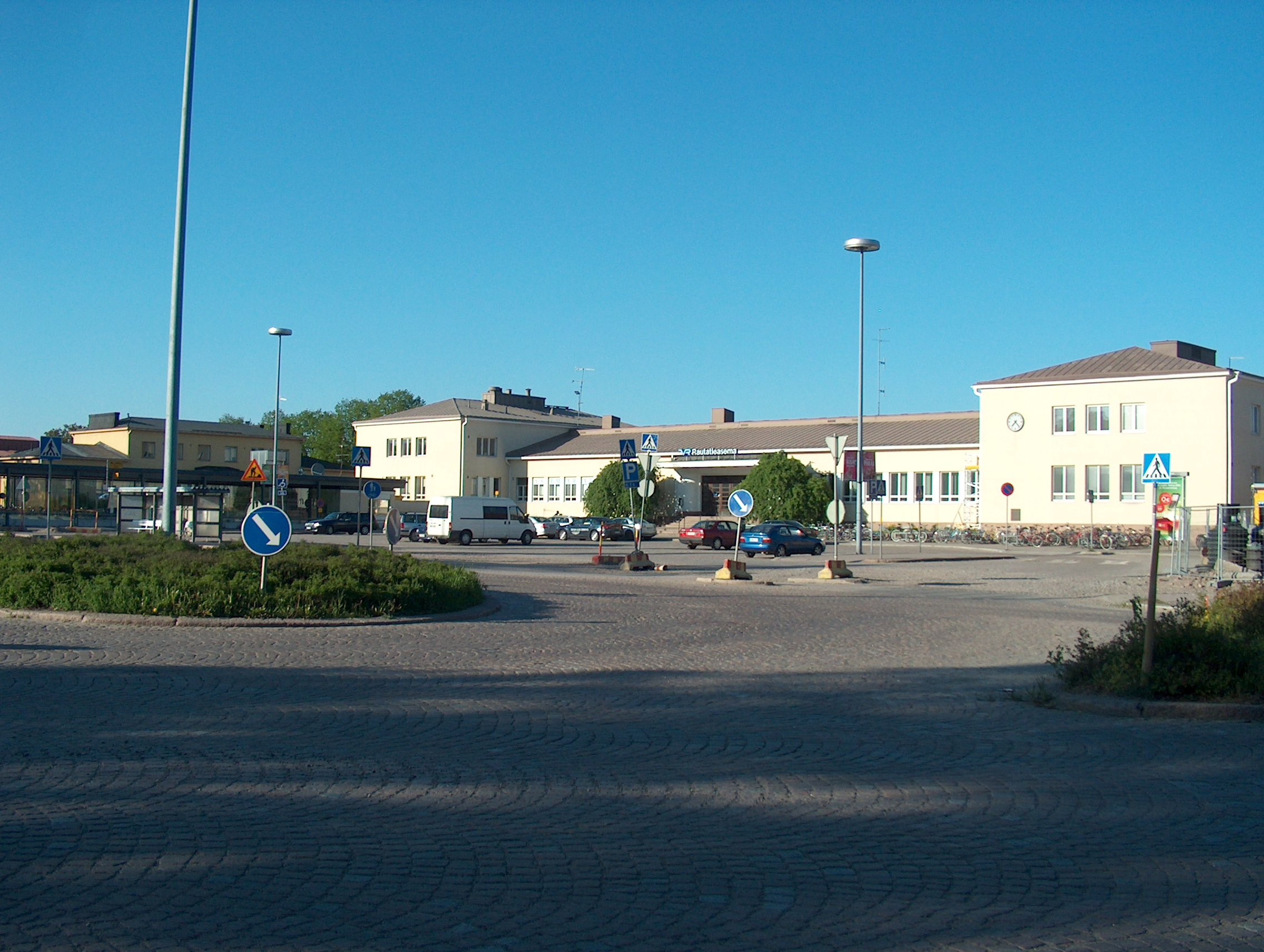
Gare de Riihimäki.

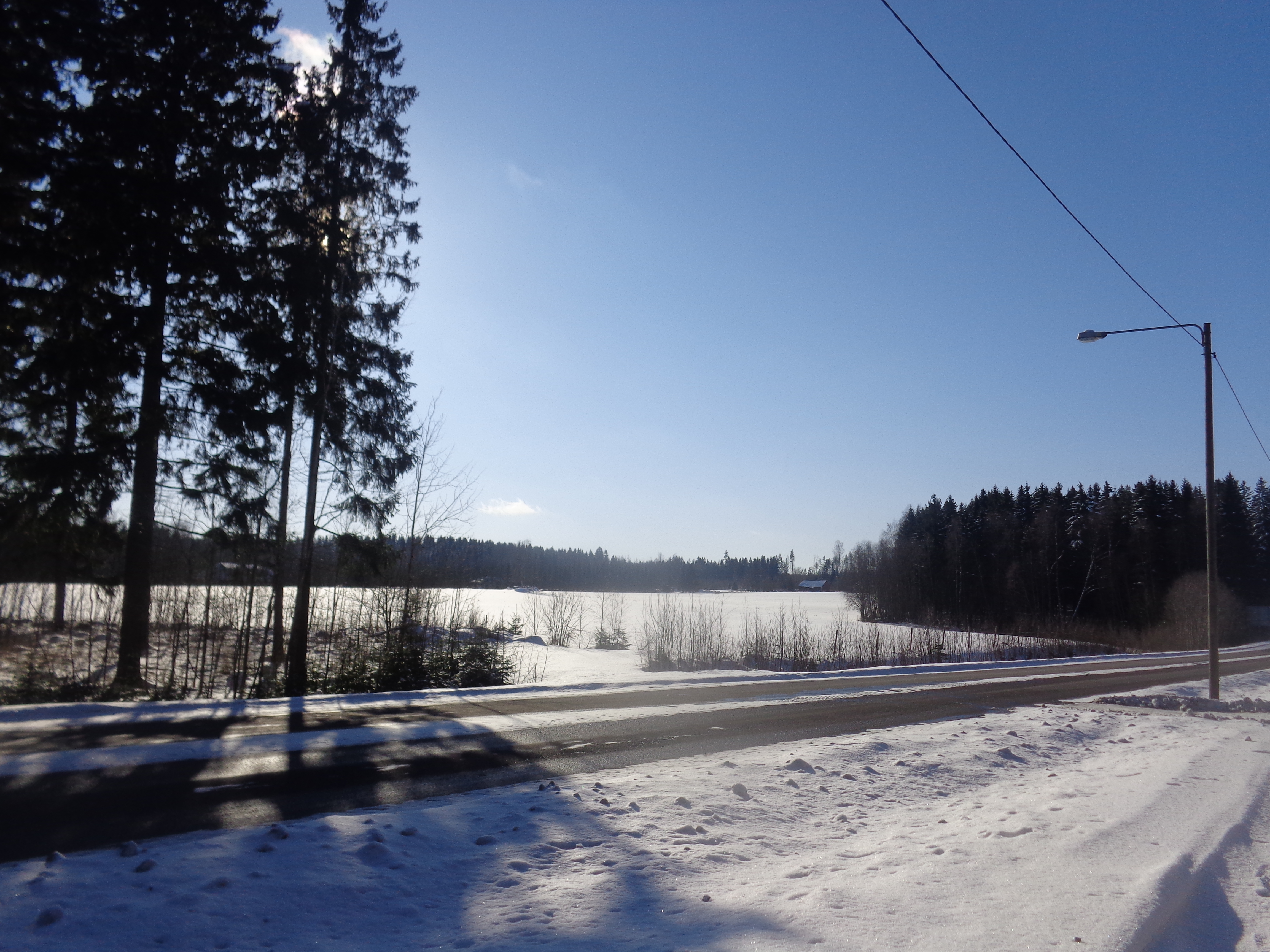
Yhdystie 2834 (Riihimäki–Kormu)

### Transports ferroviaires
Riihimäki se trouve le long de la voie ferroviaire principale de Finlande et elle est le terminus de la ligne historique Riihimäki – Saint-Pétersbourg.
La gare de Riihimäki est le terminus nord des trains de banlieue de la zone métropolitaine d'Helsinki.
Il s'agit toujours d'une importante gare d'intersection, bien que le nombre de trains s'arrêtant en gare ait diminué après l'achèvement de la voie ferrée Kerava–Lahti en septembre 2006.

### Transports routiers
La route nationale 3 entre Helsinki et Tampere et la route principale 54 entre Hollola et Tammela traversent Riihimäki.

### Distances
- Forssa 65 km
- Helsinki 65 km
- Hyvinkää 15 km
- Hämeenlinna 35 km
- Lahti 60 km
- Tampere 110 km
- Turku 155 km

## Administration

### Conseil municipal
Les 43 conseillers municipaux sont répartis comme suit:
| Parti     | Parti                              | Sièges 2021–2025 |
| --------- | ---------------------------------- | ---------------- |
|           | Parti social-démocrate de Finlande | 9                |
|           | Parti de la Coalition nationale    | 11               |
|           | Alliance de gauche                 | 8                |
|           | Vrais Finlandais                   | 7                |
|           | Ligue verte                        | 3                |
|           | Chrétiens-démocrates               | 3                |
|           | Parti du centre                    | 1                |
|           | Mouvement maintenant               | 1                |
| Sources : |                                    |                  |

### Subdivisions administratives
Les quartiers de Riihimäki:
| Quartier          | Numéro |
| Harjukylä         | 1      |
| Herajoki          | 25     |
| Herala            | 33     |
| Hirsimäki         | 11     |
| Huhtimo           | 16     |
| Jokikylä          | 5      |
| Juppala           | 8      |
| Kaunola           | 24     |
| Kirjaus           | 19     |
| Koivistonmäki     | 3      |
| Koivuranta        | 22     |
| Kumela            | 14     |
| Kuuloja           | 23     |
| Mattila           | 21     |
| Merkos            | 27     |
| Metsäkorpi        | 31     |
| Parmala           | 29     |
| Parooninmäki      | 9      |
| Patastenmäki      | 10     |
| Peltokylä         | 4      |
| Peltosaari        | 20     |
| Petsamo           | 7      |
| Pohjankorpi       | 26     |
| Punkantienristeys | 12     |
| Räätykänmäki      | 17     |
| Sammalisto        | 32     |
| Suokylä           | 2      |
| Taipale           | 28     |
| Tienhaara         | 18     |
| Uhkola            | 15     |
| Uramo             | 13     |
| Vahteristo        | 30     |
| Vantaa            | 6      |

Les villages de Riihimäki:
| Village   | Numéro |
| Arolampi  | 401    |
| Erkylä    | 402    |
| Herajoki  | 403    |
| Hiivola   | 404    |
| Kara      | 405    |
| Karhi     | 406    |
| Kernaala  | 407    |
| Kormu     | 408    |
| Kytäjärvi | 420    |
| Kytöjärvi | 409    |
| Ryttylä   | 410    |
| Vantaa    | 411    |

## Culture

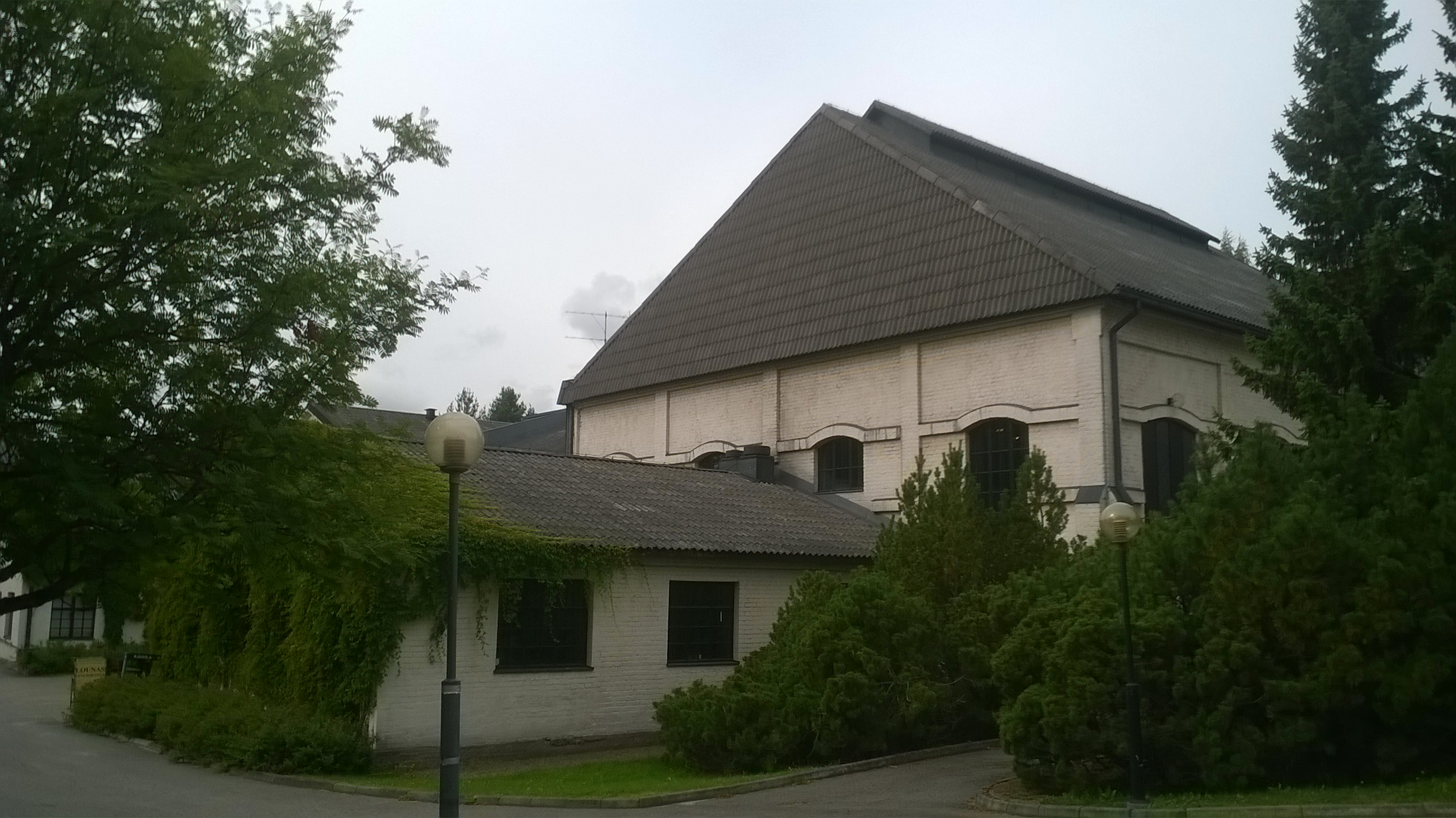
Musée finlandais du verre.

Riihimäki abrite le musée finlandais du verre (fi), le musée finlandais de la chasse (fi) et le musée d'art de Riihimäki (fi)
La ville possède également un très bon club de handball, le Riihimäen Cocks, vainqueur onze fois du Championnat de Finlande et quatre fois de la Ligue balte de handball.

## Jumelages
| Ville | Ville                       | Pays | Pays      | Période     |
| ----- | --------------------------- | ---- | --------- | ----------- |
|       | Aalborg                     |      | Danemark  | depuis 1961 |
|       | Bad Segeberg                |      | Allemagne |             |
|       | Húsavík                     |      | Islande   |             |
|       | Jonava                      |      | Lituanie  |             |
|       | Karlskoga                   |      | Suède     |             |
|       | Norðurþing                  |      | Islande   |             |
|       | Olaine                      |      | Lettonie  |             |
|       | Real Sitio de San Ildefonso |      | Espagne   |             |
|       | Skedsmo                     |      | Norvège   |             |
|       | Suzhou                      |      | Chine     |             |
|       | Szolnok                     |      | Hongrie   |             |

## Personnalités de Riihimäki

### Culture
- Liisa Akimof[10]
- Pekka Autiovuori
- Torsten Brander
- Tommi Hakala
- Renny Harlin[11]
- Aku Hirviniemi
- Niina Lahtinen
- Anita Hirvonen
- Maija Isola[11]
- Erkki Junkkarinen
- Sinikka Laine
- Samuli Paronen[11]
- Juhani Palomäki
- Veikko Sinisalo[11]
- Seppo Tamminen[11]
- Pekka Vasala
- Jann Wilde
- Jukka Koskinen

### Politique
- Efraim Kronqvist
- Arto Lapiolahti
- Päivi Räsänen[10]
- Aino-Kaisa Pekonen
- Helge Sirén
- Iiro Viinanen[11]

### Sport
- Jukka Vanninen
- Ari Munnukka
- Tero Arkiomaa
- Jukka Jalonen[10]
- Janne Lahti
- Sami Lähteenmäki
- Kasper Kenig
- Max Kenig
- Olli Korkeavuori
- Aki Seitsonen
- Kari Tiainen
- Jussi Veikkanen
- Pekka Vasala

### autres
- Janne Kataja[10]
- Arvi Paloheimo[11]
- Olli Paloheimo[11]

## Galerie

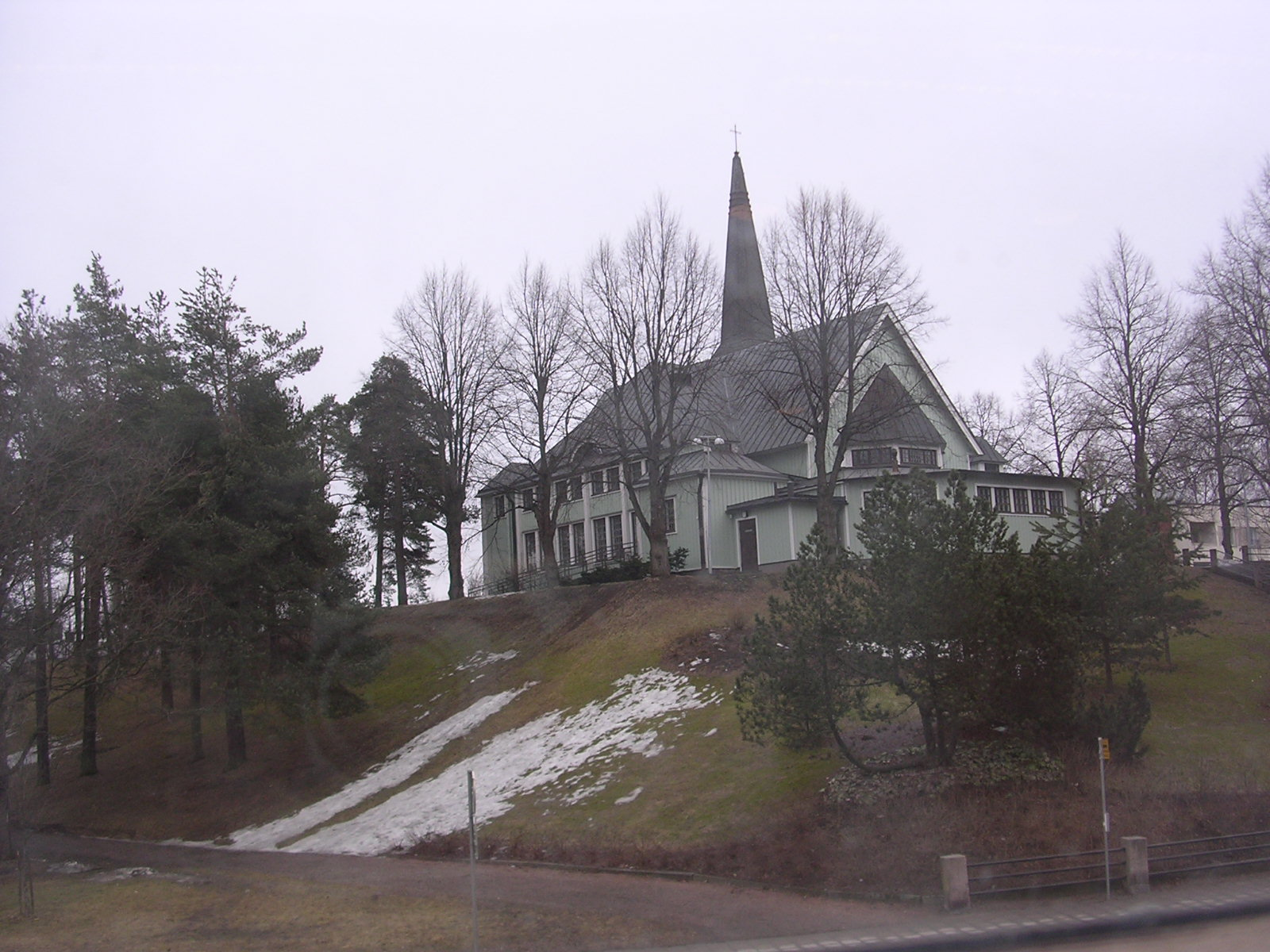
Église de Riihimäki.
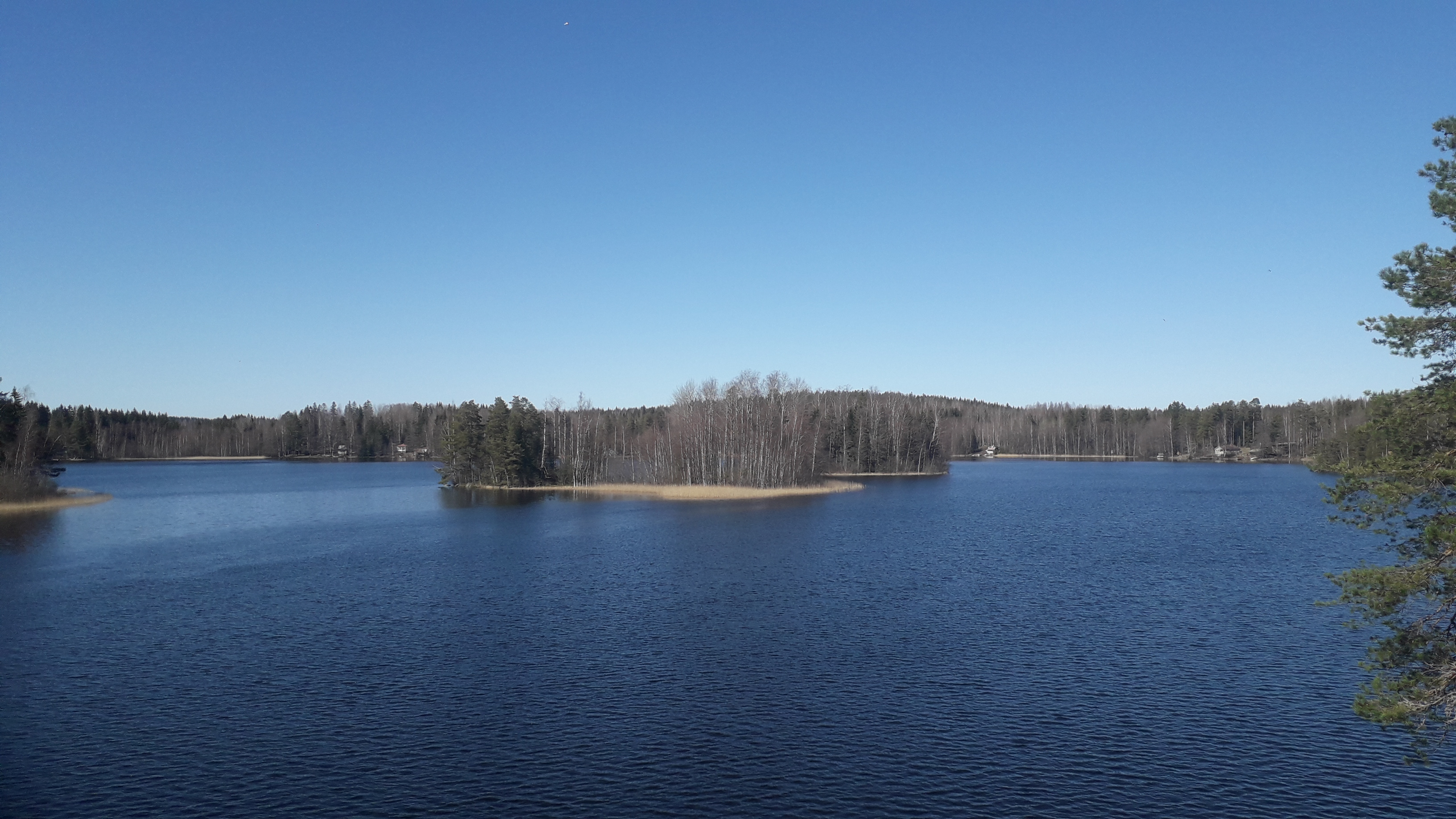
Le lac Hirvijärvi à Kenkiänlahti.
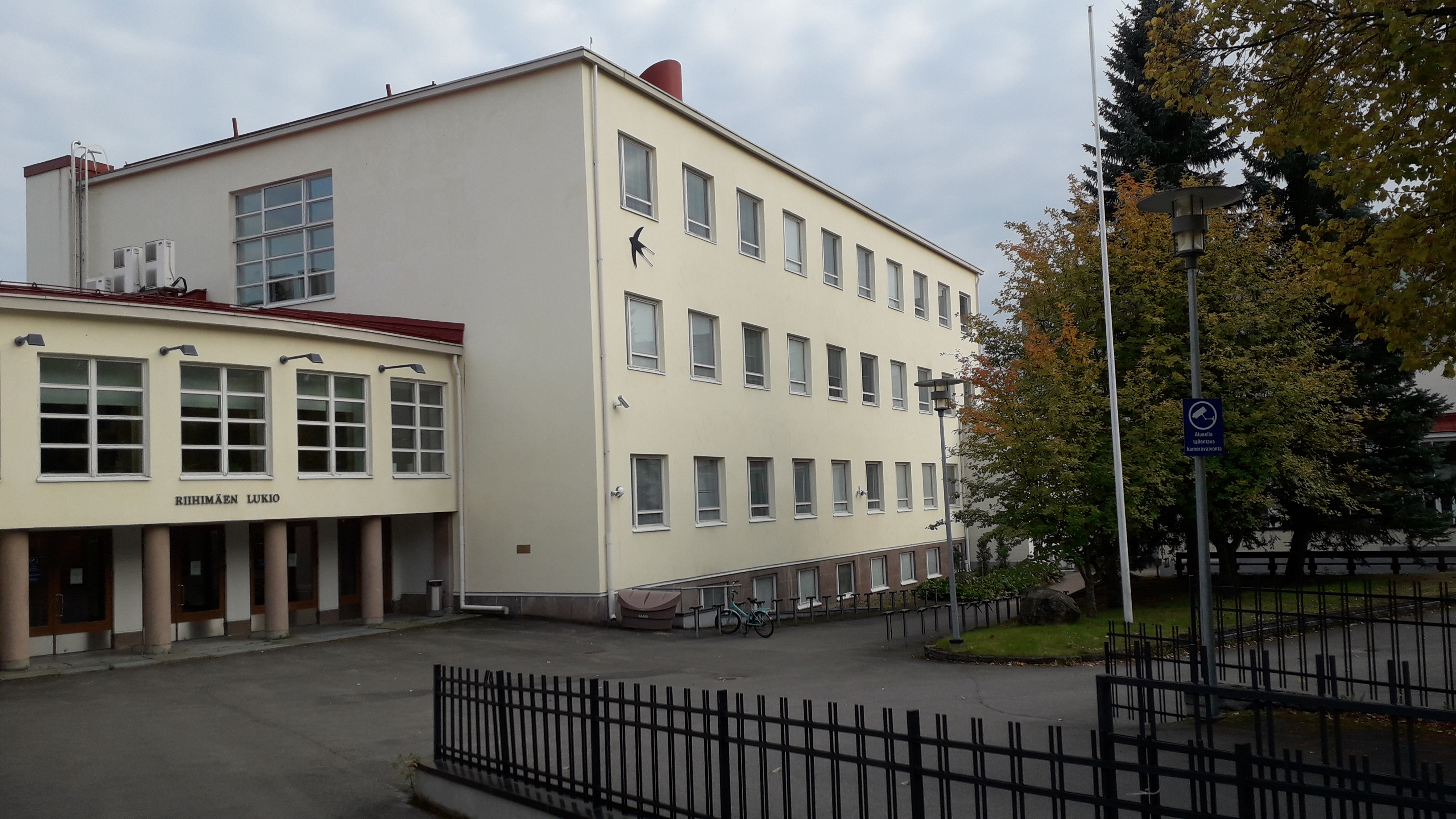
Lycée de Riihimäki.
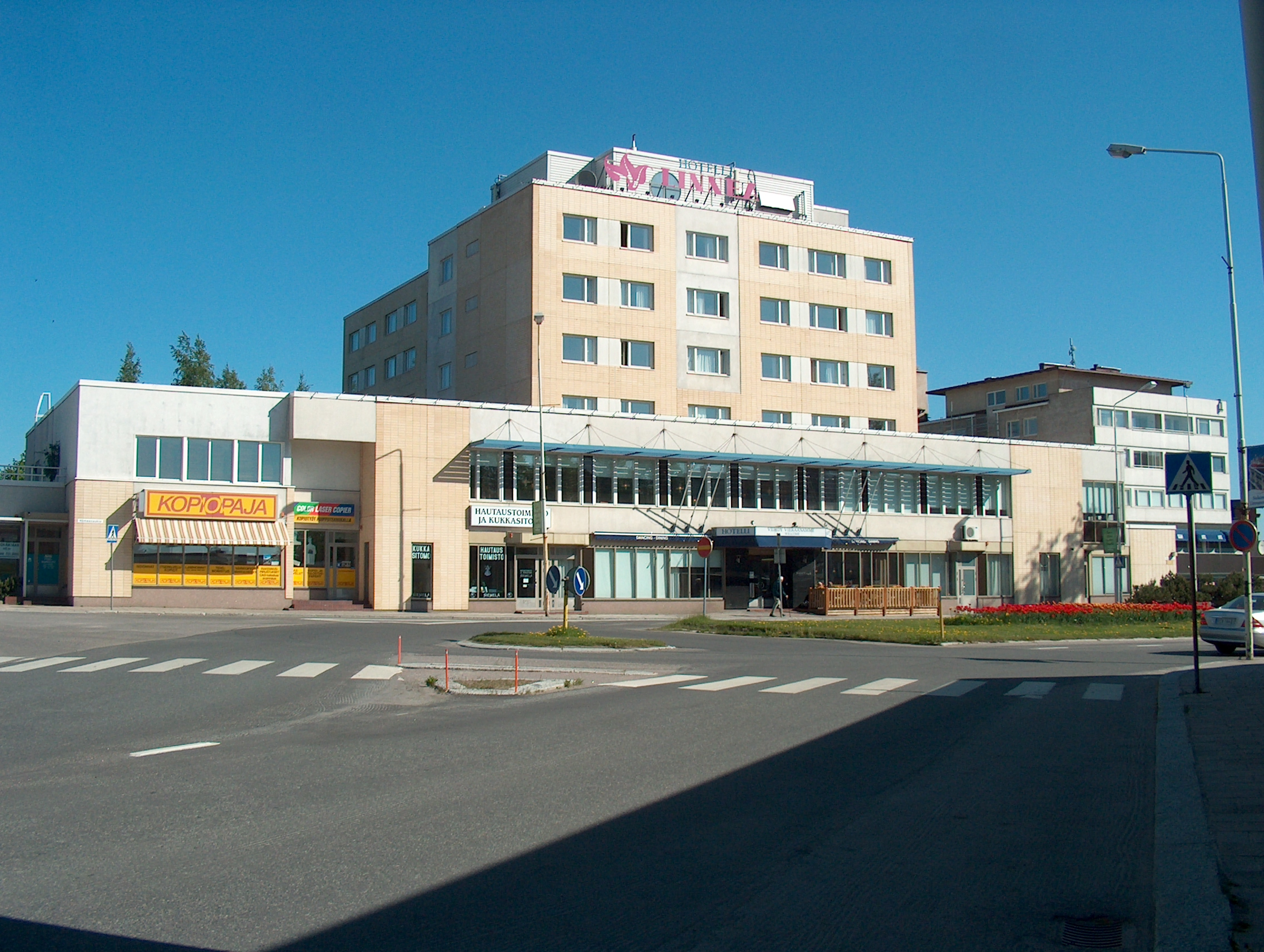
Hôtel Linnea.